# Mellanårsvalet i USA 2022
Mellanårsvalet i USA 2022 till USA:s kongress genomfördes tisdagen den 8 november 2022. Det ägde rum i mitten av Joe Bidens första mandatperiod som president och kallas därför för ett mellanårsval. Det innebär att samtliga 435 platser i representanthuset och en tredjedel av platserna i senaten tillsätts genom allmänna val. Det är det första federala val som genomförs efter den ändrade valkretsindelning som är en följd av 2020 års folkräkning. Det republikanska partiet vann representanthuset med en knapp majoritet och demokraterna behöll kontrollen över senaten.
Parallellt genomfördes även val till 46 av delstaternas lagstiftande församlingar, 36 guvernörsval samt ett större antal andra delstats-, county- och lokalval.
Efter trender sedan 2012, rörde sig vissa minoritetsväljare, särskilt de som var arbetarklass eller latinamerikaner, mer mot republikaner, medan rika och högskoleutbildade vita överväldigande rörde sig mot demokrater.
Folkomröstningar för att bevara eller utöka tillgången till abort vann enhetligt, inklusive i Kansas, Kentucky, Michigan och Montana.

## Senatsvalet

### Senatorsplatser som ska tillsättas i valet
Enligt USA:s konstitution delas senatens 100 ledamöter in i tre klasser, så lika som möjligt i storlek. Val till senaten sker vartannat år, men endast för en klass i taget. Klasserna är indelade så att delstaternas två senatorer tillhör olika klasser. I mellanårsvalet 2022 är det senatorsplatser i klass 3 med 34 platser som ska tillsättas.
Det innebär att en senator ska väljas i följande delstater: Alabama, Alaska, Arizona, Arkansas, Kalifornien, Colorado, Connecticut, Florida, Georgia, Hawaii, Idaho, Illinois, Indiana, Iowa, Kansas, Kentucky, Louisiana, Maryland, Missouri, Nevada, New Hampshire, New York, North Carolina, North Dakota, Ohio, Oklahoma, Oregon, Pennsylvania, South Carolina, South Dakota, Utah, Vermont, Washington och Wisconsin.

## Fyllnadsval till senaten
Minst två särskilda val kommer att äga rum 2022 för att ersätta senatorer som avgick under den 117:e kongressen:

### Kalifornien Klass 3
Hösten 2016 valdes Kamala Harris till senator för Kalifornien. Vid presidentvalet 2020 valdes hon till USA:s vicepresident. Harris avgick därför från senaten den 18 januari 2021. Kaliforniens guvernör Gavin Newsom utsåg Kaliforniens statssekreterare Alex Padilla till att ersätta Harris, fram till nästa ordinarie val.
Då Harris ordinarie mandatperiod löper till januari 2023 kommer delstaten därför dels utse en senator att fullgöra de återstående veckorna av den gamla mandatperioden, och dels en senator för den nya mandatperioden 2023–2029.

### Oklahoma Klass 2
Senatorn Jim Inhofe meddelade den 24 februari 2022 att han kommer att avgå från senaten i slutet av den 117:e kongressen, närmare bestämt den 3 januari 2023. Därför kommer delstaten utse en senator för att fullgöra de återstående fyra åren av Inhofes mandatperiod genom ett fyllnadsval, samtidigt med det ordinarie valet av en senator Klass 3.

## Fyllnadsval till representanthuset
Flera fyllnadsval till representanthuset – genom ett särskilt val, special election – genomförs 2022 efter att ledamöter avlidit eller avgått under den 117:e kongressen.
Floridas 20:e kongressdistrikt: Demokraten Sheila Cherfilus-McCormick besegrade republikanen Jason Mariner för att efterträda demokraten Alcee Hastings, som dog den 6 april 2021, av cancer.
Kaliforniens 22:a kongressdistrikt: Republikanen Connie Conway besegrade demokraten Lourin Hubbard i en omgång för att efterträda republikanen Devin Nunes, som avgick den 1 januari 2022 för att bli VD för Trump Media & Technology Group.
Texas 34:e kongressdistrikt: Republikanen Mayra Flores besegrade demokraten Dan Sanchez för att efterträda demokraten Filemon Vela Jr., som avgick den 31 mars 2022 för att arbeta för Akin Gump Strauss Hauer & Feld.
Nebraskas 1:a kongressdistrikt: Den sittande republikanen Jeff Fortenberry avgick den 31 mars 2022 efter att han åtalats och arresterats för att ha ljugit för FBI om kampanjbidrag. Fyllnadsvalet i juni 2022 vanns av republikanen Mike Flood över demokraten Patty Pansing Brooks.
Minnesotas 1:a kongressdistrikt: Den sittande republikanen Jim Hagedorn dog den 17 februari 2022 på grund av njurcancer. Fyllnadsvalet i augusti 2022 vanns av republikanen Brad Finstad över demokraten Jeff Ettinger.
Alaskas kongressdistrikt: Den sittande republikanen Don Young dog den 18 mars 2022. Ett särskilt val utlystes till den 16 augusti 2022. Vid detta fyllnadsval vann demokraten Mary Peltola över tidigare guvernören, republikanen Sarah Palin. Alaska utgör ett enda kongressdistrikt (Alaska at-large).
New Yorks 19:e kongressdistrikt: Den sittande demokraten Antonio Delgado avgick den 25 maj 2022 för att bli delstatens viceguvernör. Fyllnadsvalet den 23 augusti 2022 vanns av demokraten Pat Ryan över republikanen Marc Molinaro.
New Yorks 23:e kongressdistrikt: Den sittande republikanen Tom Reed avgick den 10 maj 2022 efter anklagelser om sexuella övergrepp. Fyllnadsvalet den 23 augusti 2022 vanns av republikanen Joe Sempolinski över demokraten Max Della Pia som emellertid nådde ett bättre resultat än väntat.

## Val av guvernörer
Val av guvernör kommer att hållas i 36 delstater och tre territorier. Mandatperioderna är fyra år, med undantag för New Hampshire och Vermont där de är två år.

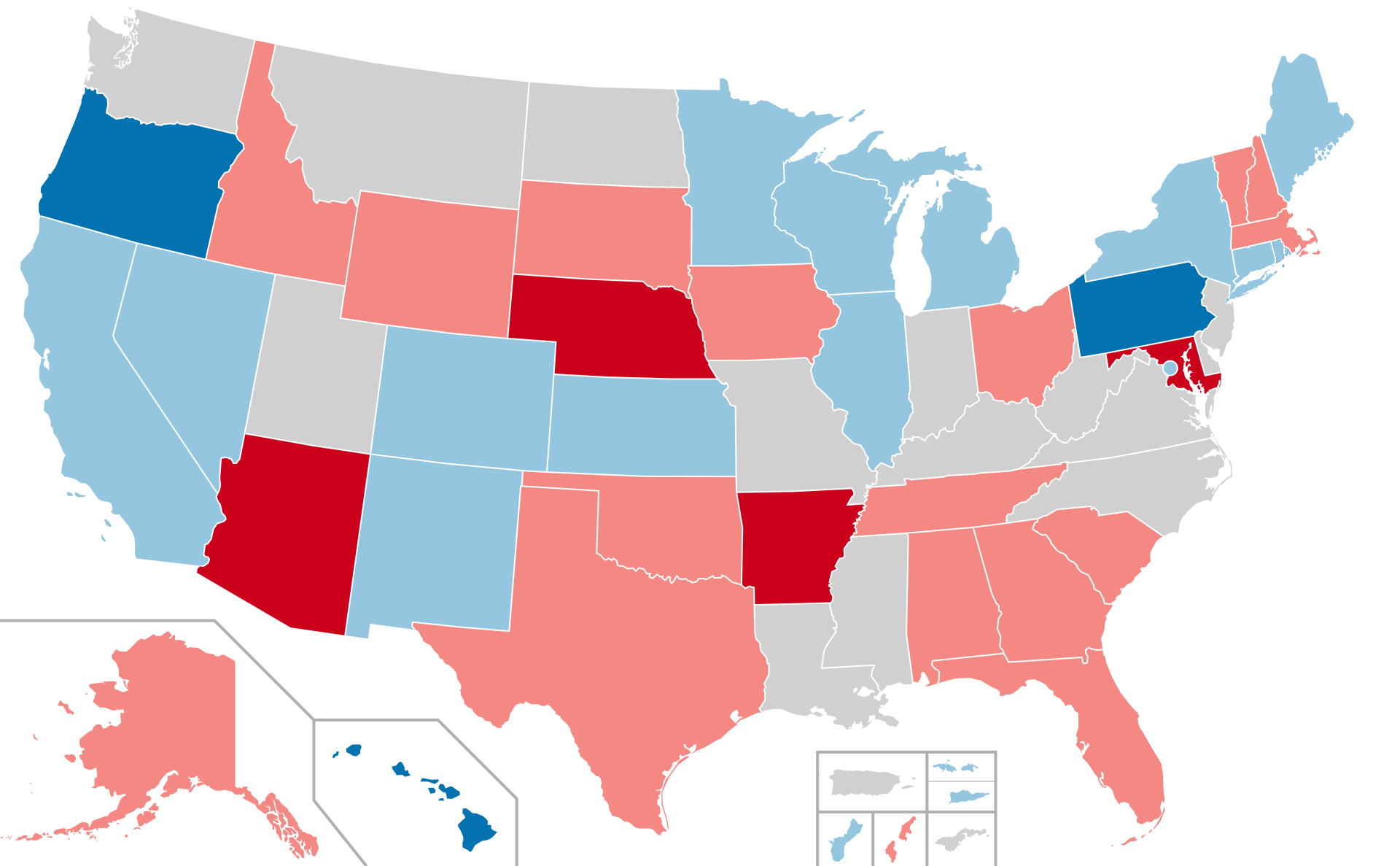
Kartan visar de platser där guvernörsval hålls. Röd betyder att sittande guvernören är republikan och blå demokrat. Mörk färg betyder att sittande guvernören inte ställer upp i valet. Grått betyder att inget val hålls i år.

## Val av Attorneys General
Attorneys General kommer att väljas i trettio delstater, tre territorier och ett federalt distrikt. De tidigare valen för denna grupp av stater ägde rum 2018. Attorney General i Vermont väljs för två år och valdes senast 2020.

## Val av statssekreterare
Statssekreterare kommer att väljas i tjugosju delstater. De tidigare valen för denna grupp av stater ägde rum 2018. Vermonts statssekreterare väljs för två år och valdes senast 2020.

## Folkomröstningar
I samband med mellanårsvalet genomfördes ca 130 olika folkomröstningar på delstatsnivå. Det är det näst lägsta antalet folkomröstningar i samband med allmänna val (mellanårsval eller presidentval) sedan 1988. Därutöver förekommer även lokala folkomröstningar, inte sällan i form av bemyndigande att uppta lån eller utöka skattefinansiering av ett visst ändamål.
De sakpolitiska områden som lett till flest omröstningar är aborträtt, rösträtt och vallagar och legalisering av personligt bruk av marijuana. Andra frågeställningar rör utökad läkemedelssubvention, rättigheter för papperslösa invandrare, minimilöner, vapenlagstiftning och spellagstiftning.

### Folkomröstningar som avser rätten till abort
Sex delstater anordnade folkomröstningar som på olika sätt berörde abortlagstiftning, vilket är ett rekordhögt antal. Bakgrunden anses vara Högsta domstolens dom Dobbs mot Jackson Women's Health Organization, som föll 24 juni 2022, och som upphävde tidigare praxis om ett federalt skydd för rätten till abort. Domen har resulterat i att delstaternas makt att reglera abort utökats kraftigt.
I Kansas och Kentucky var förslaget att lägga till skrivningar i delstatens konstitution om att rätten till abort saknar stöd i lag. I Kalifornien, Michigan och Vermont var förslagen omvänt att lägga till skrivningar i delstaternas respektive konstitutioner för att skydda rätten till "reproduktiv frihet" (engelska: reproductive freedom). I Montana användes ett tredje angreppssätt på frågan. Där var förslaget att alla levande födda barn ska ses som en person i lagens hänseende, för att på så sätt garantera att aborterade foster som överlevt måste ges medicinsk vård.
Resultatet i samtliga sex omröstningar blev att väljarna antingen röstat mot inskränkningar i aborträtten eller röstat för ett ökat skydd för aborträtten.